# Есенен спиралник
Есенен спиралник (Spiranthes spiralis) е вид тънка, тревиста орхидея.

## Описание
Орхидеята формира грудки. Стъблото е високо 6 – 30 см. и е жлезисто-влакнесто в горната страна. Растението е ориентирано хоризонтално. Устната е жълтозеленикава, с бяла периферия, заоблена.

## Разпространение
В България видът е разпространен в Странджа.